# Der große Irrtum
Mit dem Film Der große Irrtum (Originaltitel: Il conformista, auch Der Konformist) gelang dem italienischen Regisseur Bernardo Bertolucci im Jahr 1970 sein erster kommerzieller Erfolg; die internationale Kritik erkannte ihn als einen der großen Gegenwartsregisseure an. Die in Rom und Paris spielende internationale Koproduktion beruht auf der Romanvorlage Der Konformist von Alberto Moravia. Jean-Louis Trintignant spielt einen Konformisten, der sich aus einem übertriebenen Anpassungsbedürfnis heraus der Geheimpolizei des faschistischen Italien anschließt. Die Handlung lässt einiges offen; Bertolucci erzählt die politische Spionagehandlung in einer sprunghaften Chronologie als subjektive Erinnerung der Hauptfigur, in einem lyrischen Ton und mit Action-Elementen. Er und sein Kameramann und Freund Vittorio Storaro entwickeln einen ausgeprägten visuellen Stil mit luxuriöser Ausstattung und Anleihen beim Unterhaltungskino der 1930er Jahre. Die Ausleuchtung geht über das bloße Erzeugen von Stimmungen hinaus, das Licht wird zu einem Inhalte mitteilenden Erzählmittel – insbesondere in der Umsetzung von Platons Höhlengleichnis, der Hauptmetapher des Werks.

## Handlung

### Ausgangslage
Als 13-Jähriger hat Marcello Clerici 1917 die Zudringlichkeiten des Chauffeurs Lino erfahren und daraufhin mit dessen Pistole auf ihn geschossen. Fortan verfolgen ihn Schuldgefühle wegen des scheinbar begangenen Mordes, und Marcello entwickelt das Bedürfnis, möglichst normal und gesellschaftlich angepasst zu sein. Dieses wird noch verstärkt durch den Widerwillen gegen seine Eltern – der Vater in der Irrenanstalt, die Mutter eine abgetakelte Morphinistin – und durch seine uneingestandene Homosexualität. Im faschistischen Italien macht er Karriere als Beamter und tritt 1938 durch Vermittlung seines Freundes Italo der Geheimpolizei bei. Zugleich möchte er eine Frau heiraten; seine Wahl fällt auf die kleinbürgerliche, nicht besonders kluge Giulia. Er bietet der Geheimpolizei an, während seiner Flitterwochen in Paris seinen ehemaligen Professor Luca Quadri auszuspionieren, der nun ein Anführer von Antifaschisten ist.

### Weiterer Verlauf

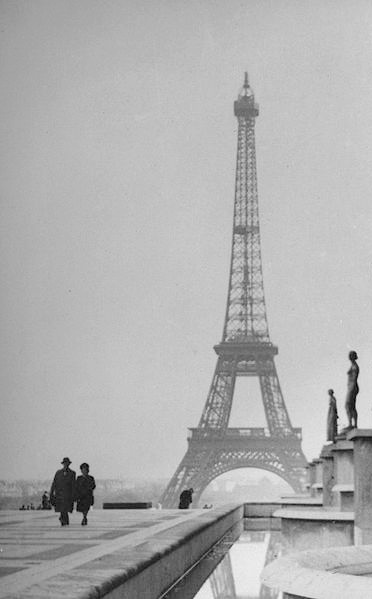
Paris 1945, mit dem Eiffelturm vom Trocadéro aus gesehen. Die Einstellung, in der Marcello Giulia ins Taxi setzt, entstand etwas weiter links.

Auf dem Weg zu Quadri erhält Marcello in Ventimiglia den Befehl, diesen zu ermorden. Mit Giulia besucht er in Paris den Professor, der sich mit seiner französischen Frau Anna im Exil luxuriös eingerichtet hat. Anna erkennt schnell Marcellos feindliche Absichten und gibt ihm das zu verstehen. Er lässt sie spüren, dass er sie begehrt. Als Anna später mit Giulia allein ist, gelingt es ihr, sich Giulia sexuell zu nähern; sie werden dabei von Marcello beobachtet, der den Ort wieder verlässt. Mit Marcellos Wissen verfolgt während des anschließenden Einkaufsbummels und Tanzabends der Geheimpolizist Manganiello diskret die beiden Paare. Der Professor bricht zur Reise zu seiner abgelegenen Villa in Savoyen auf; Anna soll später nachreisen. Marcello nutzt die Gelegenheit, den Mord am Professor so zu arrangieren, dass dabei nicht auch Anna umgebracht wird: Er lässt für Quadri auf dem Weg nach Savoyen eine Falle vorbereiten. Anna entschließt sich jedoch in letzter Minute zur Mitfahrt, aus Enttäuschung darüber, dass sie die Zuneigung Giulias nicht gewinnen konnte. Als Marcello dies erfährt, folgt er Anna mit Manganiello in einem Auto, um sie zu retten. Sie erreichen das Paar in einem Wald, wo Quadri in die Falle der Geheimpolizei geraten ist. Er wird erstochen. Marcello beobachtet den Mord vom Auto aus. Als Anna flehend an die Scheibe klopft, sieht er ihr regungslos zu. Sie flieht in den Wald, wo die Schergen sie niederschießen.
Fünf Jahre später, 1943, lebt er mit Giulia und ihrem Kind in Giulias Wohnung, in der sie Kriegsflüchtlinge haben aufnehmen müssen. Am Tag des Regierungssturzes von Mussolini trifft er auf der Straße Lino wieder, den er glaubte 1917 erschossen zu haben. Er hatte ihn aber nicht getötet, sondern nur verletzt. Marcello ruft Umstehenden verwirrt und erregt zu, Lino sei ein Faschist und Mörder und habe Professor Quadri umgebracht. Nach dem Zusammenbruch des politischen Systems wie auch seines großen Lebensirrtums wendet er sich in der Schlusseinstellung einem nackten Strichjungen zu.

## Erzählstruktur und -perspektive

### Unterschiede zur Romanvorlage
Ausgangsmaterial für die Handlung war der 1951 erschienene Roman Il conformista von Alberto Moravia. Der Roman ist vom 1937 begangenen Mord an Moravias Vettern Nello und Carlo Rosselli inspiriert. Carlo Rosselli hatte in Italien opponiert, im Spanischen Bürgerkrieg gekämpft und gab in Paris eine Widerstandszeitung heraus. Man vermutete, dass die Mörder, französische Faschisten, im Auftrag staatlicher italienischer Stellen handelten. Moravia stellte nicht den Mordfall ins Zentrum seines Romans, sondern die Frage, wieso gebildete Staatsbeamte in einen Mord verwickelt sein konnten. Das Buch gilt als einfallsarm und repetitiv, die Motivation seiner Figuren als unglaubwürdig und es fand damals wenig Anklang.
Der Roman erzählt eine Tragödie, die vom Schicksal bestimmt ist. Bertolucci jedoch hat im Drehbuch, das er alleine verfasst hat, das Schicksal durch Marcellos Unbewusstes als Treiber der Geschehnisse ersetzt. Daher entfällt auch, dass Marcello samt Ehefrau ums Leben kommt, was im Buch als göttlicher Gerechtigkeitsakt erscheint und als Deus-ex-machina-Lösung kritisiert wurde. Im Roman erfährt Marcello vom Mord an Quadri aus der Zeitung, im Film ist er beim Mord zugegen. Außerdem wird Marcello in Moravias Buch Zeuge eines Geschlechtsaktes seiner Eltern; Bertolucci hat das zwar weggelassen, später wurde ihm jedoch bewusst, dass diese „Urszene“ übertragen im Liebesakt zwischen Anna und Giulia wiederkehrt.

### Fragmentierte Handlung

Struktur der Zeitebenen in der Erzählung

Die vielleicht wichtigste Änderung, die Bertolucci gegenüber dem Roman vorgenommen hat, ist das Aufbrechen der temporal linearen Erzählstruktur. Das Drehbuch bot noch eine chronologische Abfolge der Ereignisse, doch schon während des Drehs faszinierte Bertolucci die Idee von der mit Rückblenden durchsetzten Autofahrt, weshalb er von ihr besonders viel Filmmaterial abdrehen ließ. Sie ist für ihn das Präsens der Erzählung. Mehr als zwei Drittel der Handlung wird in Rückblenden erzählt, innerhalb derer auch Zeitsprünge und sogar Rückblenden in der Rückblende auftreten. Das Geschehen wird nicht von einem allwissenden Erzähler, sondern aus der subjektiven Sicht der Figur Marcello vermittelt, inhaltlich nach seinem Verständnis und formal nach seiner Vorstellung. Allerdings ist nur die vordergründige Erzählhandlung fragmentiert und sprunghaft. In der Darstellung des zentralen Konfliktes des Films, Marcellos gewundener Suche nach Konformität, erzählt Bertolucci zielgerichtet. Die von Marcello angestrebte Konformität konkretisiert sich in Form von Ehe und Staatstreue. Vor allem Anna gefährdet beides wiederholt, bis sein Normalitätsstreben im Mord kulminiert, mit dem er seine Treue gegenüber Ehefrau und Staat sicherzustellen glaubt. Doch nach dem Untergang dieses Staats kommt seine nicht konforme Individualität zum Vorschein.
Die Rückblenden schildern Vorgänge, die Marcellos Psyche und Lebenslauf möglicherweise geformt haben. Ihre scheinbar chaotische Anordnung repräsentiert Marcellos Erinnerungsarbeit; diese ist nicht an zeitliche Logik gebunden und jagt in Sprüngen und abrupten Übergängen mit Leichtigkeit über die Zeitachse. Es sind unscheinbare Assoziationen, die unerwartete Erinnerungen auslösen. Damit bedient sich der Film ähnlicher Strukturen wie im literarischen Werk von Proust. Marcellos Erinnerungen bilden einen Bewusstseinsstrom, so dass die Erzählstruktur eher mit surrealistischen Filmen verwandt ist als mit konventionellem Unterhaltungskino. Freilich ist dieser Strom kein unkontrollierter, vielmehr zeugt er von bewussten narrativen Entscheidungen Bertoluccis. Die Erinnerungen sind oft ungenau oder verzerrt; expressionistische Kameraarbeit und Ausstattung kennzeichnen sie und damit Marcello als abnormal. Obwohl die Kamera in der Mordsequenz in den meisten Einstellungen nicht Marcellos subjektiven Blick zeigt, kann der Eindruck entstehen, der Mord sei aus seiner Perspektive wiedergegeben. Dazu trägt nebst drei Detailaufnahmen seiner Augen die vorangegangene subjektive Struktur des Films bei. „Damit zeigt Bertolucci, dass die Perspektive in Filmen nicht nur mittels der Kamera erzielt werden kann, wenn diese eine Identifikation mit der Figur suggeriert, sondern auch durch die Erzählstruktur.“
In der oben zeitlich linearisiert wiedergegebenen Handlung lassen sich mehrere Zeitebenen identifizieren. Die erste, am weitesten zurückliegende Zeitebene ist jener Tag in Marcellos Kindheit, an dem er auf Lino schießt. In einer zweiten Ebene 1938 befinden sich sein Eintritt in die Partei und der darauffolgende Besuch beim Minister. Eine weitere Zeitebene bilden die Verlobung mit Giulia und die Beichte; ob diese Ebene vor, während oder nach der zweiten liegt, ist offen. Ebenso wenig lassen sich die Besuche bei Marcellos Mutter und Vater klar einordnen. Darauf folgt die Hochzeitsreise. Zum Zwischenhalt in Ventimiglia, einem Städtchen an der Grenze zwischen Italien und Frankreich, wurde vermerkt, diese Sequenz spiele sich auch an der Grenze zwischen Traum und Wirklichkeit ab. Der Aufenthalt in Paris bildet ein langes linear erzähltes Teilstück. Die darauffolgende Autofahrt ist jene Zeitebene, aus der heraus die meisten Rückblenden erfolgen. Von der Ermordung Quadris und Annas (1938) führt der Film unmittelbar zum Tag von Mussolinis Sturz (1943). Die Rückblenden in eine andere Zeitebene werden meist von wenige Sekunden langen Kurzrückblenden (und wieder zurück) eingeleitet, ehe sich die Erzählung für mehrere Minuten in die Vergangenheit begibt.

## Themen
Da Bertolucci kaum eine Aussage eindeutig gefasst hat, hat Der große Irrtum eine Vielzahl an Interpretationen ausgelöst, die sich oft widersprechen. Der postmodern erzählte Film ist eine Einladung ans Publikum zur eigenen Interpretation.

### Politische Gegenwart und Geschichtsschreibung
Bertolucci bezeichnete sich als Kommunist von Kindheit an und trat zwei Jahre vor Entstehung des Großen Irrtums der italienischen kommunistischen Partei bei. Seine Antwort auf den Faschismus gibt er schon während des Vorspanns, in Form einer roten Leuchtreklame: Sie bewirbt La vie est à nous, den Jean Renoir im Auftrag der kommunistischen Partei Frankreichs für den Wahlkampf 1936 drehte. Renoir verstand ihn als seinen Beitrag gegen den Nationalsozialismus. Bertolucci: „Ich verwende die Geschichte, doch ich mache keine historischen Filme; ich mache nur scheinbar historische Filme, denn tatsächlich lässt sich Geschichte nicht mit filmischen Mitteln abbilden: das Kino kennt nur eine Erzählzeit, und das ist die Gegenwart.“ Deshalb handle der Film von der Gegenwart, die er historisiere. Er untersuchte die Abhängigkeit der Gegenwart von Geschichte und Geschichtsschreibung schon im Jahr zuvor in der Strategie der Spinne. Auch hier fragt er, wie mit Italiens faschistischer Vergangenheit umzugehen sei, wie diese auf die Gegenwart einwirke und wie man verhindern könne, wieder in der Vergangenheit zu landen. So fokussiert er stärker auf die politische Bedeutung als der Roman und ergänzt die Handlung um den qualvollen, langen Mord. Er wirft dem damaligen italienischen Bürgertum „ethisch-politische Indifferenz“ vor. Leider seien, meint er, seither die Vorstellungen vieler Italiener von Normalität und Abnormalität die gleichen geblieben.

### Konformismus
Sowohl Quadri wie Italo zweifeln an, dass Marcello ein überzeugter Faschist sei. Seine Parteinahme ist umkehrbar; nach dem Sturz Mussolinis wird er opportunistisch auf die Seite der neuen Normalität wechseln. Sein Konformismus ist vielmehr psychologisch begründet.

#### Unterdrückte Sexualität als Ursache für Faschismus
Bertoluccis Film wurde vor dem Hintergrund der Theorien Wilhelm Reichs gelesen, wonach repressive Gesellschaften den Sexualtrieb unterdrücken und dadurch pervertieren; er entlädt sich in Brutalität und Sadismus. Solche faschistischen Prototypen haben in der patriarchalen Familie den Gehorsam erlernt, den sie auch dem Staat entgegenbringen. In einer sexuell repressiven Gesellschaft finde der Faschismus besonders viele Anhänger. Im italienischen Kino um 1970 war dieser Ansatz nicht unüblich; auch Die Verdammten von Luchino Visconti und Ermittlungen gegen einen über jeden Verdacht erhabenen Bürger von Elio Petri zeigen deformierte Protagonisten. Diese Filme stammen von marxistischen Regisseuren, die in ihren Frühwerken die unteren sozialen Schichten in den Mittelpunkt gestellt hatten und nun das Bürgertum psychologisch untersuchten. Der große Irrtum bezeichne das Politische durch sexuelle Begriffe. „Für Bertolucci ist Neurose der Schnittpunkt von Sexus und Politik, die blinde Stelle der Wirklichkeitswahrnehmung.“ Dichtung, Psychologie und Politik sind verwoben und sollen die perversen Strukturen des Staats offenlegen. Der Vorfall Marcellos mit Lino ist mit einer Beichte verschachtelt, die er vor der Heirat ablegen muss. Der Priester ist über den Vorfall und andere sexuelle „Sünden“ empört. Doch nachdem sich Marcello Clerici als Subversivenjäger zu erkennen gegeben hat, der als solcher noch viele Sünden begehen wird, spricht ihn der Priester umgehend von allen Sünden frei. Die Szene legt nahe, dass die Kirche den autoritären Staat bei der psychologischen Beeinflussung des Bürgers unterstützt.
Bertolucci sah sich Vorwürfen ausgesetzt, dass Der große Irrtum eine zu einfache Kausalität zwischen Homosexualität und Faschismus herstelle. Besonders die im Gedächtnis des Publikums stark haften bleibende Schlussszene lege diese Verbindung nahe, da sie wie eine dramaturgische Offenbarung erscheine. Bertolucci verwahrte sich dagegen und betonte, dass Clericis sexuelle Neigung nur eine von vielen Facetten seiner Persönlichkeit sei. Ein Teil der Kritik sieht es ähnlich und hält dem Regisseur zugute, simple Erklärungsversuche gerade vermieden zu haben.

#### Ödipale Tragödie
Der ödipale Kampf, Konflikte mit Vätern und Vaterfiguren, ist in Bertoluccis Filmen ein wiederkehrendes Thema. Er verarbeitet darin eigene Erfahrungen; er rang um Selbstständigkeit angesichts des Einflusses seines eigenen Vaters Attilio, eines berühmten Dichters, seines filmischen Förderers Pasolini sowie von Godard, dessen künstlerischer Einfluss auf ihn überwältigend war.
Marcellos leiblicher Vater war früher selbst ein faschistischer Folterer und begegnete Hitler. Er wurde ob seiner Schuld verrückt und leidet daran, zu viel gesehen zu haben. Dennoch kann er Marcello nicht zu Erkenntnis verhelfen, da er in die Verrücktheit geflüchtet ist und unentwegt Gemetzel und Melancholie murmelt. Die zweite Vaterfigur, Marcellos Philosophieprofessor Quadri, ist ihm ebenfalls keine Hilfe. Marcello berichtet von einem Traum, dass er blind sei, Quadri operativ sein Augenlicht wieder herstelle und er mit Quadris Frau ausreiße. Dieser Traum ist eine Umkehrung des Ödipus-Dramas. Doch Quadri verlässt das Land. Die schwierige Suche nach einer starken Vaterfigur führt zu Marcellos Anlehnung an den faschistischen Staat, in dem er den obersten Patriarchen findet. Sein Verlangen nach Mutter und Familie überträgt er auf Heimat und Nation. Die Repräsentanten dieses Staats sind Italo und Manganiello; letzterer ist eine Vaterfigur, die keinen Unsinn duldet und Marcello warnt, die Sache nicht zu verraten. Sein Name verweist auf manganello, den Knüppel, den die faschistischen Schwarzhemden benutzten.

#### Übertriebenes Verhalten
Marcello möchte die Beherrschung über sein Leben erlangen. „Wenn man sich anders fühlt, steht man vor der Wahl: Entweder gegen die bestehende Macht anzukämpfen oder ihren Schutz zu suchen“, meinte Bertolucci. Allein schon der Wunsch, konform zu sein, sei ein Eingeständnis, dass man es nicht ist. Marcello versucht Stabilität herzustellen und wehrt jede Subversion gegen die vom Faschismus garantierte Ordnung ab, insbesondere das eigene Abweichen von der Norm. Er jagt „andere Menschen, um sich selbst nicht von Abnormalität gejagt zu fühlen.“ Die Heirat mit Giulia ist nicht durch Liebe und sexuelles Begehren motiviert, sondern soll die angestrebte Normalität stärken. Um nicht aufzufallen, lebt er einem übertriebenen Ehr- und Pflichtgefühl nach. In entscheidenden Augenblicken ist er jedoch unfähig zu handeln – die ihm von Manganiello für den Mord ausgehändigte Waffe gibt er wieder zurück. Wie sehr sein Schicksal von anderen gelenkt wird, wird darin versinnbildlicht, dass ihn Manganiello und Lino durch den Film chauffieren.

#### Äußere Erscheinung
Marcello fühlt sich in der Menge nicht wohl und ist ungelenk im sozialen Umgang. Oft ist er von anderen Figuren räumlich isoliert, insbesondere in der Mordszene. Er erscheint „elegant-zurückhaltend, gleichwohl verletzbar“, ein ungefestigter Charakter mit einem Schutzschild vor der Seele, der schroffe Bewegungen vollzieht und die Beine immer eng zusammenhält, selbst wenn er läuft. Trintignant durchbreche, so wird seine Darstellung der Figur umschrieben, freudianische Klischees; mit straff beherrschter Gestik und Rede schaffe er ein Porträt eines schwachen Mannes, der sich an die Starken anlehnt. Nur ein leicht verzerrtes Lächeln und ein straffes Staksen verrieten den wahren Charakter hinter dem einnehmenden Äußeren. Seine Mimik habe nie zu viel und nie zu wenig Gefühl. Er betone den ambivalenten Charakter des Helden und halte den Zuschauer auf Distanz.

### Frauenbilder
Wie sich Marcello und Giulia kennengelernt haben, wird ausgelassen. Offen bleibt auch, inwieweit die Heirat und die Flitterwochen zur Bemäntelung des Spionageauftrags dienen; Ehe und Staatsdienst werden eng verwoben. Giulia stammt aus einer kleinbürgerlichen Familie; Marcello bezeichnet sie als „ganz Küche und Bett“ und „mittelmäßig“ und hat sie gerade deswegen gewählt. Im Unterschied zu Marcello und Anna ist sie ein eher schlichtes Gemüt, abergläubisch, frei von vertieften Grübeleien und akzeptiert sich ganz so, wie sie ist. Sorge macht ihr nur das Geständnis, keine Jungfrau mehr zu sein; als ihr Gatte dies gelassen zur Kenntnis nimmt, reagiert sie erleichtert und nicht etwa verdutzt. Für Bertolucci ist sie, weil sie den Mord als für Marcellos Karriere nötig akzeptiert, ein „Monster des alltäglichen Faschismus.“

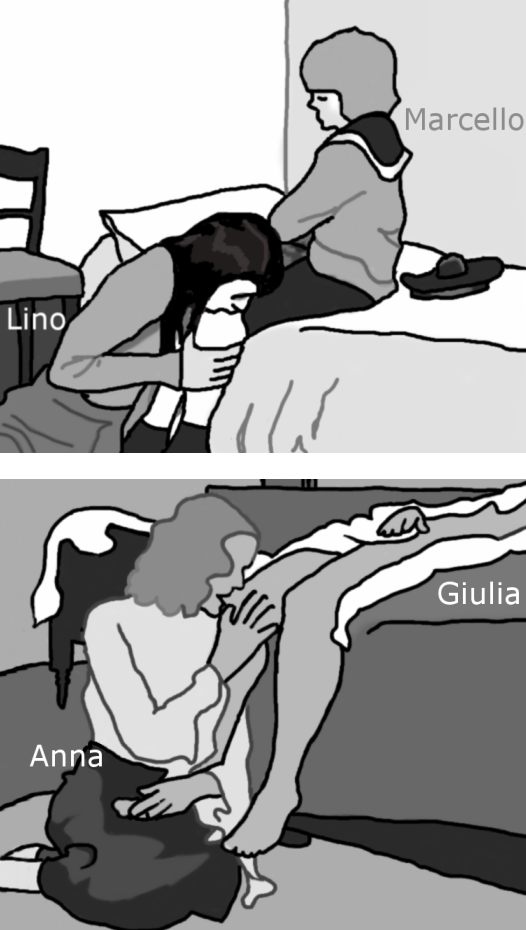
Die Szenen mit Lino und Marcello (bei 30:50 im Film) sowie mit Anna und Giulia (bei 70:45) haben einen ähnlichen Bildaufbau

Anna ist die klarsichtigste Figur des Films. Schnell durchschaut sie Marcello. Obwohl meist als lesbisch bezeichnet – sie versucht Giulia zu verführen –, bietet sie sich auch Marcello an. Er scheint für sie zu entbrennen – hat er in ihr eine verwandte Seele erkannt? Ist es ein ödipales Verlangen nach der Frau seines Professors? Soll es seine Normalität bestätigen? Unsicher sind noch weitere Erinnerungen. Auf dem Pult des Ministers in Rom räkelt sich eine Frau, die ebenso von Dominique Sanda gespielt wird wie die Prostituierte in Ventimiglia. Spekulationen, Anna sei womöglich eine Doppelagentin, können damit entkräftet werden, dass Marcello sich an diese Szenen nach seiner Begegnung mit Anna erinnert; ihr Gesicht bei diesen Frauen könnte eine Projektion Marcellos sein, der nun Anna in allen Verführerinnen sieht. Die beiden Szenen, in denen der Chauffeur Lino den jungen Marcello und Anna Giulia zu verführen versuchen, weisen formale Gemeinsamkeiten auf. Die Verführenden verwischen ihre geschlechtliche Zuordnung. Lino nimmt weibliche Züge an, als er sein langes Haar aufmacht; Anna pflegt einen männlichen Gestus und verführt Giulia aktiv. Sowohl Marcello wie Giulia verstehen nicht ganz, was mit ihnen passiert. Möglicherweise spielt Marcello mit dem lesbischen Liebesakt sein Kindheitserlebnis nach.
Vom feministischen Standpunkt wird kritisiert, dass an Annas und Giulias Tango lesbische Frauen zwar durchaus Gefallen finden, sich jedoch dadurch betrogen fühlen könnten, dass dieser Tanz die Verführung Marcellos und des männlichen Publikums bezwecke.
Ein zweiter Einwand lautet, dass die ansonsten innovative Erzählung in der Geschlechterfrage konventionell bleibt und immer eine hergebrachte männliche Sichtweise behält. Zudem werde die lesbische Anna, wegen der Verführung Giulias eine Herausforderin des Patriarchats und des katholischen Italiens, durch einen Gewaltakt aus der Erzählung geräumt. Dabei ist jedoch nicht zu vergessen, dass die Vorgänge als Marcellos subjektive Erinnerung erzählt werden und seinem Frauenbild entsprechen.

### Metafilmische Auseinandersetzung
Dass Bertolucci hier Vater-Sohn-Konflikte nicht nur allgemein, sondern auch sehr persönlich behandelt, wird an der Figur Professor Quadri ersichtlich. Als junger Filmemacher war Bertolucci vom Schaffen Jean-Luc Godards zutiefst beeindruckt, der ab 1960 mit damaligen filmischen Erzählkonventionen brach. Godard zielte darauf ab, das übliche Eintauchen der Zuschauer in eine Handlung zu unterbinden und ihre Aufmerksamkeit auf die filmischen Erzählmittel zu lenken, die „Realität“ konstruieren. Um unabhängiger von ökonomischen Zwängen zu sein, begnügte er sich mit kleinen Budgets. Erste Einflüsse auf Bertoluccis Stil sind in dessen Vor der Revolution (1964) erkennbar. Am sichtbarsten geriet Bertolucci in Godards Bann mit Partner (1968), wo er den eigenen Stil vollkommen aufgab und sein Vorbild imitierte. Nicht nur die Kritik lehnte das ab, auch er selbst erklärte Partner bald für missraten. Mit der starbesetzten, visuell barocken und künstlich ausgeleuchteten Großproduktion Der große Irrtum entfernte er sich weit in die entgegengesetzte Richtung.
Die Namen des Professors und seiner Ehefrau, im Roman noch Edmondo und Lina, hat er in Luca und Anna geändert, nach Godard und seiner ehemaligen Ehefrau und Darstellerin Anna Karina. Allerdings kann im Vornamen Luca auch eine Ähnlichkeit mit dem italienischen luce für Licht gesehen werden. Um es eindeutig zu machen, erlaubte er sich, Quadri Godards tatsächliche Adresse (rue St. Jacques 17) und Telefonnummer (26 15 37) in Paris zu geben. Hinzu kommt, dass er für die Rolle der Anna Anne Wiazemsky als Besetzung erwogen hatte, mit der Godard eng befreundet war. Dieser hatte sich ab 1967 auch politisch radikalisiert und forderte die Zerstörung der herkömmlichen Filmsprache und des Unterhaltungskinos, weil dieses eine kapitalistische Manipulation der Massen sei. Bertolucci: „Nun, vielleicht bin ich Marcello, mache faschistische Filme und möchte Godard umbringen, der Revolutionär ist, revolutionäre Filme dreht und mein Lehrmeister war.“
Bei Erscheinen des Films wurde vermutet, dass Bertolucci nach seiner Befreiung von Godards Einfluss eine bewusste Trennung vollziehen will. Der Film sei eine „Unabhängigkeitserklärung“. Die Darstellung des Mordes an Quadri unterstreicht das noch: Der Mantel eines der Mörder verdeckt die Sicht auf Quadri wie ein sich senkender und hebender Vorhang. Das ist schon dahin gedeutet worden, dass Bertolucci mit dem in Quadri symbolisierten Godard abschließen möchte, erinnert aber auch an Darstellungen der Ermordung Julius Cäsars und rückt Quadri beziehungsweise Godard damit in die Nähe eines Tyrannen. Dieses Shakespeare-Stück diente Bertolucci schon in der Strategie der Spinne als Vorlage für einen Mord. Eine visuelle Vorlage war vielleicht auch Schießen Sie auf den Pianisten von Truffaut, wo Verfolger an einer alpinen Serpentine eine Frau erschießen. Es wäre eine Huldigung an den erneuernden, doch populären Truffaut und eine Ablehnung von Politfilmen Godard’scher Prägung. In die gleiche Richtung zielt Quadris Ausspruch: „Die Zeit des Nachdenkens ist vorbei. Die Zeit des Handelns ist gekommen.“ Das ist eine Umkehrung des Anfangsmonologs in Godards Der kleine Soldat. Quadris Handeln besteht jedoch daraus, aus Italien zu flüchten und sich im Exil gemütlich einzurichten. So, wie sich Godard in die Produktion idealistischer, kaum beachteter Filme flüchtete, statt sich der Herausforderung des Massenpublikums zu stellen. Quadris Schicksal ist in seiner politischen Impotenz vorgezeichnet; Bertolucci hat ihn und Anna in seinem Drehbuch sterben lassen, weil sie zwar auf der richtigen Seite stünden, ihm aber immer noch zu bürgerlich und dekadent seien.

### Platons Höhlengleichnis als kinematografische Metapher
Der große Irrtum enthält eine filmische Umsetzung des Höhlengleichnisses von Platon, einem zentralen Lehrbeispiel der Erkenntnistheorie. Dieses geht von Sklaven aus, die seit ihrer Geburt in einer unterirdischen Höhle angekettet sind und immer nur auf eine Wand sehen können. Hinter ihnen brennt ein Feuer. Zwischen dem Feuer und ihnen, hinter einer kleinen Mauer, werden Skulpturen vorbeigetragen, die Schatten auf die sichtbare Wand werfen. Die Vorstellung der Sklaven von der Realität besteht allein aus diesen Schatten. Platon forderte, der Höhle zu entsteigen und an die Sonne, Quelle der Wahrheit, zu gehen. Die Höhlenbewohner jedoch töten jeden, der mit der Wahrheit zurückkehrt – sie wollen sie nicht wahrnehmen.

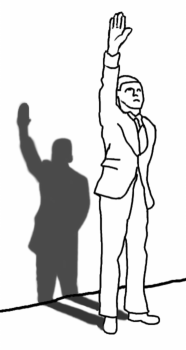
Marcello möchte mit der Hand die Höhe der getragenen Skulpturen zeigen, doch sein Schatten verrät seine wahren Absichten

Das Höhlengleichnis ist der Angelpunkt zwischen Inhalt und Form des Großen Irrtums. Die Sequenz in Quadris Büro gilt manchen als der eigentliche Schlüssel zum Verständnis des Films, weil er davon handle, wie menschliche Verblendung die Wahrheitssuche behindere. Als Marcello Quadris Büro aufsucht, verschließt er das seitliche Fenster, so dass das Tageslicht nur noch aus einer Richtung kommt. Er spielt auf Platon an, als Versuch, den Professor über seine wahren Absichten zu täuschen, ihn also zu blenden. Quadri warnt, das italienische Volk sehe anstelle der Realität nur Schatten der Realität; dabei sehen wir ihn aber nur als Umriss im Gegenlicht, was seinen Standpunkt schwächt. Marcello verdeutlicht mit erhobener Hand die Höhe der Skulpturen, doch sein Schatten auf der Wand hinter ihm scheint den Saluto romano zu machen. Als Quadri das Seitenfenster wieder öffnet und mehr Licht in den Raum gelangt, löst sich der nur als Schatten im Bild befindliche Marcello in Nichts auf. Marcello kennt Platons Gleichnis, und doch kann er dessen Bedeutung für sich selbst nicht erkennen. Eine unübersehbare Ähnlichkeit mit Platons Höhle weist auch die letzte Szene auf, in der Marcello nur von einem flackernden Feuer schwach beleuchtet wird und durch Gitterstäbe auf einen Strichjungen blickt. Umstritten ist, ob Marcello nun zur Erkenntnis über sein wahres Wesen kommt oder ob er wieder in der Höhle und den Schatten angelangt ist.
Fehlende Erkenntnisfähigkeit und politische Blindheit treten allegorisch in der physischen Blindheit einiger Figuren auf, insbesondere von Italo, der den Zustand der italienischen Nation darstellt. Marcellos Traum von der Augenoperation durch Quadri kann auch in diesem Sinne gedeutet werden. Man findet das Motiv ebenso am entgegengesetzten Ende des politischen Spektrums bei der blinden Blumenverkäuferin in Paris, welche die Internationale singt.
Der Faschismus verherrlichte energische Bewegung bis hin zum Krieg. Marcello bleibt unbeweglich beim Anblick faschistischer Gewalt; der Film kann als Warnung vor dem passiven Zuschauen angesichts eines verführerischen Faschismus in Aktion ausgelegt werden. Der Bezug kann auch für in Unterhaltungsfilmen inszenierte Action und Gewalt und deren Zuschauer gelten. Die in Platons Höhle angeketteten Sklaven ähneln dem in den Kinosesseln immobilisierten Publikum. Diesem kann es schwerfallen, Projektion und Realität auseinanderzuhalten. Die Autoscheibe, durch die Marcello beim Mord blickt, kommt einer Filmleinwand gleich. Bertolucci lastet die „aktiv-passive Komplizenschaft mit repressiver, tödlicher Gewalt“ auch seinem Publikum an, das die Szene mit entsprechendem Unbehagen erlebt.
Das Höhlengleichnis kann als Urahne jeder theoretischen Diskussion über das Kino gelten, weil darin zum ersten Mal erzeugte Bilder ablaufen. Es fällt auf, dass Platon in seinem Gleichnis die „Projektionsbedingungen“ sorgfältig ausgestaltet: Eine kleine Mauer stellt sicher, dass die Schatten der Skulpturenträger ebenso wie die Eigenschatten der Sklaven nicht auf die Wand geworfen werden. Wären diese Schatten für die Sklaven sichtbar, unterliefen sie den Realitätseindruck des Aufgeführten und weckten bei ihnen Verdacht. Bertolucci zielt gelegentlich auf genau diese Reflexion ab. Er weist das Publikum darauf hin, dass die Wirklichkeit eine behauptete ist, und legt ihm mit der komplexen Zeitstruktur und manchen inszenatorischen Details eine distanzierte Betrachtung nahe. Sie stören die Identifikation des Publikums mit den Figuren und unterlaufen die übliche Sehweise, indem sie die illusionserzeugenden Mechanismen bloßlegen, statt sie wie üblich zu verschleiern und das Gezeigte als real vorzugaukeln. Da ist die Überblendung von einem Gemälde der Bucht auf die „reale“ Bucht in Ventimiglia; das Gemälde ist von René Magritte inspiriert. Auffallend unreal auch, dass Quadri nach etlichen Messerstichen nur wenige Blutflecken, doch Anna, der ein Häscher einmal in den Rücken schießt, offensichtliche rote Farbe auf dem ganzen Gesicht hat. Geradezu „aufgeführt“ wird das Unwirkliche während der Bahnfahrt, wo durchs Fenster Landschaft und Ligurisches Meer leicht als Rückprojektion zu erkennen sind. Ohne Schnitt und erkennbaren Grund wechselt außen die Lichttemperatur binnen Sekunden zwischen Sonnenuntergangsröte und kaltem Graublau.

## Visuelle Umsetzung

### Licht als Erzählmittel
Ein wichtiges Kennzeichen der Ende der 1950er Jahre einsetzenden Nouvelle Vague war die Verwendung von nur natürlichem Licht und anstelle des Studiolichts, wie es im herkömmlichen Unterhaltungskino üblich war. Daher waren gemäß Bertolucci unter den jüngeren Regisseuren der 1960er Jahre künstliche Lichtquellen eher als billiger Kitsch verpönt. Der große Irrtum war für ihn die erste Produktion, bei der er damit arbeitete, und er stellte fest, dass Kunstlicht die Sprache eines Films enorm bereichern kann. In einem Maß wie nur in wenigen anderen Filmen setzen Bertolucci und Storaro das Licht als erzählendes Element ein, das nicht nur Stimmungen erzeugt, sondern auch Äußerungen übermittelt. Storaro versteht den Einsatz von Kamera und Ausleuchtung nicht als Malen, sondern als Schreiben, denn mit Licht, Bewegung und Farbe präge er den Bildern weitere Aussagen auf. Am deutlichsten ist das in der oben dargestellten Höhlengleichnis-Sequenz in Quadris Büro. Anderseits ist das Licht oft in Bewegung, zum Beispiel die schwingende Lampe in der Restaurantküche, die Marcello aufdeckt, als er sich vor Manganiello im Dunkeln versteckt, oder die Suchscheinwerfer am Ende des Films.
Storaro erklärte, dass Marcello im Schatten lebt und sich im dunkelsten Winkel verstecken will. Er strebte eine Unmittelbarkeit zwischen Marcello und seiner Umgebung an und schuf einen „visuellen Käfig“ um ihn herum. Das Licht sollte die Schatten nicht durchdringen könne, scharfe Kontraste sollten Raumangst wecken. Bei Innenaufnahmen ist durch die Fenster meist keine Außenwelt, keine Wirklichkeit wahrnehmbar, weil die Diktatur nur aus Schein und Kulissen bestand. Um das zu unterstreichen, spielt sich die Szene in der Irrenanstalt außen ab. Man verwendete Lamellen und Pauspapier; um den vollen Tag für den Dreh nutzen zu können, hängte man für die Abendsequenz im Tanzlokal während der hellen Tageszeit Gelatineschichten vor die Fenster, um das Außenlicht abzuschwächen. In dieser hermetischen Welt wollte Storaro Farben vermeiden, weil sie für Leidenschaften stehen. Zwar brachte das Publikum damals Farbe mit Komödien und Schwarzweiß mit Dramen in Verbindung, doch die Lösung, schwarzweiß zu drehen, war ihm zu einfach; also wählte er eine eintönige Farbpalette. Auf der Reise nach Paris, in ein freies Land, öffnet er den Käfig und die Schatten ein wenig, das Licht wird weicher, der Farbton wärmer. Jedes Mal, wenn die Handlung zu Marcellos geheimer Mission zurückführt, setzt ihn Storaro wieder in den visuellen Käfig. Die Ausleuchtung im Büro des Offiziers in Ventimiglia nennt er einen der gröbsten Schnitzer seiner Laufbahn. Er hat sie ähnlich, also hell und in mildem Kontrast, gestaltet wie den Rest der Ventimiglia-Sequenz, statt eine Hell-Dunkel-Spannung zu schaffen.
Einer der meistdiskutierten Lichteffekte ist die Szene in Giulias Wohnung, wo die Lamellenstoren das einfallende Licht rastern und Giulia gleichzeitig ein zebragestreiftes Kleid trägt. Eine der angebotenen Interpretationen lautet, dass sich das helle kleinbürgerliche Leben mit dunkler Abnormalität mischt; eine weitere, dass sich Marcello an Streifen erinnert und diese „überall“ erblickt, ähnlich wie er Annas Gesicht in mehreren Frauen sieht. Die Szene soll eine Übertreibung des Film-noir-Stils sein oder „zweifellos ein Hinweis auf das Gefängnis der Ehe, in das sich Marcello begibt.“ Storaro selbst erklärte, dass er eine Bogenlampe zu wenig hatte, der Ausstatter erst in letzter Minute mit diesem Kleid auftauchte und die Kombination reiner Zufall war.

### Kameraführung, Bildaufbau und Ausstattung
Die Bewegungen der Kamera legte nicht Storaro, sondern der Regisseur fest. Eines der Stilmittel im Großen Irrtum ist, dass Marcello sich oft von anderen Figuren wegbewegt, aber auch die Kamera sich manchmal von ihm entfernt. Die Kamerabewegungen sind sanft gleitend bis auf die Szene, in der die Mörder Anna verfolgen. Hier bedienten Storaro und sein Assistent je eine Kamera von Hand. Äußerst angestrengt von der Schwere des Geräts, dazu unter Zeitdruck wegen eines herannahenden Sturms, fingen sie stark zitternde Bilder ein, die sich vom Rest des Films deutlich abheben. In der Szene, in der sich Marcello von einem Auto verfolgt fühlt, ist die Bildachse schräg. Sie verbleibt so, bis der Fahrer des Wagens, Manganiello, aussteigt und sich gegenüber Marcello als Kamerad vorstellt. Der Wechsel zurück zur geraden Bildachse erfolgt aber nicht wie üblich durch einen Schnitt, er ist vielmehr innerhalb einer Einstellung sichtbar. Das ist einer der stilistischen Exzesse, die Marcellos Charakter kennzeichnen. Sie entlarven die Verrücktheit seiner Persönlichkeit und der ihn umgebenden Ideologie. Marcello ist oft durch Scheiben oder als Spiegelung zu sehen, Ausdruck seines instabilen Selbstbildes und der Verschmelzung mit seinen Identifikationsfiguren. Ein Beispiel ist die Spiegelung Italos, die sich im Radiostudio über Marcello legt. Die Bildkompositionen sind oft durch starke Linien und Kontraste geteilt, um Marcellos Isolation von anderen Figuren zu betonen.
Bertolucci pflegte bei der Herstellung zu sagen, die Strategie der Spinne sei von Selbsterlebtem beeinflusst, Der große Irrtum dagegen durch das Kino. Die faschistische Epoche ist aus amerikanischen und französischen Filmen der 1930er Jahre heraus nachgebildet, deren Ausstattung und Kostüme wieder aufgegriffen werden. Die Schauplätze wirken künstlich und stilisiert. Die Figuren benehmen sich manchmal wie damalige Filmstars, etwa wenn Anna mit Zigarette im Mund und den Daumen an der Damenhose eingehakt Marlene Dietrich imitiert. Dass die Vertreter des faschistischen Staats ständig Hüte tragen – sogar im Bett –, geht in seiner Bedeutung über ein bloßes Stilmerkmal hinaus. Ein Hut verdeckt teilweise das Gesicht und uniformiert die Träger, die so vom totalitären Staat von persönlicher Verantwortung und Schuld losgesprochen werden.
Der letzte Abschnitt von 1943 unterscheidet sich markant von den vorangegangenen Teilen des Films. Waren diese am Tag oder am blauen Pariser Abend angesiedelt, so spielt er sich in der Nacht ab. Dieselbe Wohnung sieht fünf Jahre später schäbig aus; die Lebensbedingungen haben einen neorealistischen Anstrich. Das kann man so deuten, dass die von Marcello erinnerte Vergangenheit schöner war, oder es als Auswirkung des Krieges auf das Alltagsleben begreifen. Eine Rezension sieht darin eine bildliche poetische Gerechtigkeit, dass Marcellos und Giulias Leben auf proletarische Verhältnisse herabgesetzt ist. Doch auch visuell vermeidet Bertolucci klare Aussagen. „Es wäre unverhältnismässig, mit intellektuellem Aufwand Eindeutigkeit in Szenen zu bringen, deren Stärke gerade die Ambivalenz ist.“

### Schnitt
In den ersten Jahren seines filmischen Schaffens pflegte Bertolucci gegenüber dem Schnitt eine ablehnende Haltung. Um ihm so weit wie möglich zu entgehen, bevorzugte er Plansequenzen, denn sie waren für ihn lebendig, während ein Schnitt das Material abkühle; der Schnittraum hatte für ihn die Anmutung eines Schlachthofes oder einer Leichenhalle. Mit dem Großen Irrtum begann seine Zusammenarbeit mit Franco Arcalli, der ihm vom Produzenten aufgezwungen wurde. Arcalli konnte ihn aber schon nach wenigen Tagen überzeugen und begeistern. Dank Arcallis Montagearbeit entdeckte er die gestalterischen Möglichkeiten, die der Schnitt bietet, dass man auch nach den Aufnahmen noch improvisieren kann, vor allem bisher verborgene Zusammenhänge entdecken und sichtbarmachen. Bertolucci: „Beim Zusammenschnitt von kurzen Einstellungen arbeitete er nach Augenmaß und zog den Film in Armlängen ab, so wie die Verkäufer Stoffreste abmessen. (…) Es war, als ob der Schnitt, der bisher immer waagrecht von einer Seite des Schneidetischs zur anderen verlaufen war, jetzt eine senkrechte Dimension erhielt, gewissermaßen in aufeinanderfolgenden Schichten, von denen jede eine tiefere Wahrheit preisgab.“ Das entspricht der Forderung Platons, die Höhle zu verlassen und die Dinge in neuem Licht zu betrachten; die Bilder erhalten eine neue Bedeutung.

## Herstellung
Das italienische Fernsehen RAI begann Ende der 1960er Jahre, Spielfilme zu finanzieren. Eines der ersten Projekte war Bertoluccis Strategie der Spinne (1969). Gleich darauf folgte Der Große Irrtum, dessen Budget 750.000 US-Dollar betragen haben soll. Bertolucci und Storaro kannten sich seit Bertoluccis Vor der Revolution (1964), wo Storaro Kameraassistent war und den Regisseur als sehr talentiert und kompetent, aber auch arrogant erlebte. Bei der Strategie der Spinne war er Kameramann; diese Produktion begründete ihre jahrzehntelange Zusammenarbeit und Freundschaft. Die Dreharbeiten für Die Strategie der Spinne fanden im Herbst 1969 statt, doch dieser Film gelangte erst nach dem Großen Irrtum, im August 1970, an die Öffentlichkeit. Kurz nach Abschluss fragte Bertolucci seinen Freund, ob er bei seinem nächsten Projekt Il conformista, wo der Kameramann noch einen Schwenker brauchte, diese Aufgabe übernehmen wolle. Storaro verabschiedete sich und verließ den Raum. Doch Bertolucci setzte nach und nahm schließlich Storaros Vorschlag an, dass dieser Kameramann wird und seinen Schwenker Enrico Umetelli mitbringt. Für die Besetzung der Anna dachte Bertolucci während der Drehbuchentwicklung noch an Brigitte Bardot, erwog auch Anne Wiazemsky, entschied sich aber für Sanda, als er sie in Une femme douce gesehen hatte. Gedreht wurde im Winter 1969/1970. Storaro stand nicht ein einziger Tag für die Vorproduktion zur Verfügung und geeignete Drehorte musste man teilweise während der Arbeit suchen. Drehort einiger Szenen zu Beginn war der in der faschistischen Ära erbaute Palazzo dei Congressi in Rom, das Kolosseum, die Engelsburg sowie in Paris die Gare d’Orsay und der Eiffelturm. Die Szene mit dem Fest, das Italo vor Marcellos Heirat ausrichtet, fehlte in der ursprünglichen Fassung und wurde erst in den 1990er Jahren wieder eingesetzt.

## Aufnahme bei Kritik und Publikum
Das Werk gelangte bei den Filmfestspielen Berlin am 1. Juli 1970 zur Uraufführung, dort unter dem deutschen Titel Der Konformist; in den Kinos lief der Film als Der große Irrtum.

### Zeitgenössische Reaktionen
Bei Erscheinen befasste man sich mit der politischen Position des Werks stärker als in späteren Beurteilungen. In Italien nahmen linke Kritiker Bertolucci übel, dass er Geld von der US-amerikanischen Paramount angenommen und profanen Sex mit heiliger Politik gemischt hatte. Sie warfen ihm vor, Faschismus als individuell-psychisches Problem darzustellen, statt ihn, wie sie, als Teil des Klassenkampfs zu begreifen. Als brutal und schockierend wurde vom Publikum damals die Mordszene empfunden. Auch sah sich Bertolucci wegen seiner stilisierten Darstellung der 1930er Jahre und den Actionelementen dem Vorwurf der Nostalgie und des „faszinierenden Faschismus“ ausgesetzt. Der Spiegel sah eine subtile, differenzierte Figurenzeichnung geleistet, aber auch Bertoluccis früheren politischen Elan geopfert. Gemischt urteilte auch die Kritikerin Pauline Kael. Die Verdammten wären hysterisch, der Große Irrtum sei lyrisch. Bertoluccis dichterischer Ausdruck schaffe einen prächtigen, gefühlsgeladenen Film, den bisher zugänglichsten des Regisseurs. Dennoch sei es kein großer Film, denn der Stil verdränge den Inhalt – und er schwelge in faschistischer Dekadenz – doch der Regisseur sei für die Zukunft vielversprechend. Behauptete sie, dass die Erzählstruktur dem Zuschauer unnötige Mühe bereitet, so fand Positif diese sehr traditionell, ein breites Publikum werde der Handlung mühelos folgen können.
Doch erhielt Bertolucci auch breites Lob, vor allem für die visuelle Poesie das Werks. So kommentierte der Corriere della Sera: „Es soll niemand behaupten, dass der bisher vor allem im Ausland als Fahnenträger der italienischen Avantgarde angesehene junge Regisseur vor der Front des kommerziellen Kinos kapituliert habe. Der Film begibt sich vielmehr, wie Die Strategie der Spinne, auf die Suche nach dem lyrischen Zauber des bürgerlichen Verfalls und ins Gestrüpp des Unterbewussten, sozusagen vom Ende her zu den Anfängen. (…) Er vertraut der beschwörenden Kraft der Figuren und Landschaften, die einer dunklen, verkommenen Stimmung verhaftet sind.“ Avanti! fand den Film „bemerkenswert: durch die Eleganz seines Ausdrucks, die psychologische Introspektion, die Kraft zu beschwören, die Qualität seines Stils.“ Die Filmzeitschrift Positif prophezeite nach der Premiere in Berlin, Der große Irrtum werde sich gut verkaufen, wie schon Die Verdammten. Es sei ein Spektakel in bewährter italienischer Tradition, das nichts zu wünschen übrig lasse, und luxuriös fotografiert. Allerdings sei die psychoanalytische Zeichnung Marcellos vereinfachend; und dass familiäre, soziale und sexuelle Charakteristika die politische Haltung beeinflussen, könne niemanden mehr überraschen. Doch das Werk beweise, dass die Zukunft und Rettung des italienischen Kinos nicht in revolutionärem Bohème-Kino liege, sondern im kommerziellen. Bertolucci sei ein Meister, schließe zu den großen Filmemachern der Halbinsel auf: „Der Film prägt sich uns mehr wegen seines tragischen Charmes ein als aufgrund seiner Virulenz, er ist eher ein tragisches Gedicht über Irrtum und Verblendung als ein Werk des Kampfes.“ Die Zeitschrift Sight & Sound meinte: „In diesem Film sind jede Sequenz, jede lyrische Note sowohl spektakulär wie auch von hoher Bedeutung. Sichtbare Handlung und psychologische Unterströmungen treffen elektrisierend aufeinander.“

### Spätere Einschätzungen
In einer Bertolucci-Monographie urteilt Tonetti (1995) über den Großen Irrtum: „Platonische Philosophie ist nicht nur ein Teil des Inhalts, sie ist auch Teil der filmischen Erzähltechnik. Das Formale (seine unzusammenhängenden Momente und die bei der Montage entstandenen, gewagten Rückblenden) ist ein Meilenstein, gerade weil es nicht das sinnfreie Vorführen von Erzähltechnik bezweckt, sondern seine Substanz in frischen Ideen zu klassischen, anregenden Theorien findet.“ Ähnlich resümiert Kline (1987), der in seinem Buch über Bertolucci vor allem eine psychoanalytische Perspektive anwendet: „In der Erzählung über politische Intrigen und psychologische Komplexität hat Bertolucci subtil, doch bestimmt eine Kritik an der Konformität angebracht, die er und sein Publikum Rollen entgegenbringen, die durch die Eigenschaften der Kinoerfahrung vorgegeben sind.“
Kurzbewertungen in Filmlexika heben vor allem den visuellen Stil hervor. Der film-dienst meint: „Kühl beobachtend, stilistisch ausgefeilt und in komplizierter Rückblendentechnik analysiert Bertoluccis Film die Bewusstseinswelt des italienischen Bürgertums an einem Modellfall. Individuelle und politische Geschichte werden eng aufeinander bezogen, wobei – trotz handwerklicher Virtuosität – die Verbindung beider Aspekte nicht immer zwingend erscheint.“ „Die Chronik des Films“ aus dem Chronik-Verlag urteilt: „Bernardo Bertolucci wendet sich mit dem flüssig erzählten Film erstmals an ein breites Publikum. Wie bei seinen avantgardistischen früheren Filmen erweist er sich auch hier als Meister der effektvollen Bildgestaltung.“ Das große Film-Lexikon findet: „Die komplizierten Rückblenden sind mitunter verwirrend, was den Reiz dieses vielschichtigen Werkes noch erhöht. Einen großen Anteil daran hat auch die ausgefeilte Optik, die sich nicht auf Kostüme und Kulissen beschränkt, sondern sich vor allem in Vittorio Storaros durchkomponierten Bildern bemerkbar macht. Mit Der Konformist gelang Bertolucci sein bislang größter Triumph bei Kritik und Publikum.“ Ähnlich klingt es in „1001 Filme“: „Vittorio Storaro verblüffte in diesem Film mit seiner Kameratechnik. Farbe, Kameraposition und Ausstattung sind so vorzüglich eingesetzt, dass die Story manchmal von den Bildern überlagert wird.“ Besondere Hervorhebung genießt die Szene, in der Anna mit Giulia einen Tango tanzt. Das sei „wunderbar erotisch“, eine der romantischsten, sinnlichsten und prächtigsten je gefilmten Tanzszenen, „die durch ihre pure Eleganz provokativ wirkt.“

### Auswirkung auf Storaros und Bertoluccis Karriere
Vittorio Storaros Beitrag zum Großen Irrtum beeinflusste die Ausleuchtung in kommerziellen Filmproduktionen nachhaltig, es war ein Meilenstein der Filmgeschichte. Als Pioniertat beeinflusste das Werk eine ganze Generation von Kameraleuten und gilt ihnen als eine der größten Leistungen ihrer Zunft. Die Produzenten, bisher darauf bedacht, dass teure Stars ins beste Licht gerückt werden und Identifikationsfiguren erkennbar bleiben, begannen öfter zuzulassen, dass sich Szenen auch im Schatten abspielen. Francis Ford Coppola, Bewunderer des Großen Irrtums, porträtierte in seiner Paten-Trilogie Gestalten, die sich wie Marcello vorzugsweise im Schatten aufhalten. Er übernahm das Lichtkonzept, versuchte aber vergeblich, Storaro als Kameramann für den zweiten Teil zu gewinnen.
In Bertoluccis Karriere begann mit dem Großen Irrtum ein Anstieg der verfügbaren Mittel. Seine ersten vier Filme spielten sich in Italien ab, waren mit Italienern besetzt und bescheiden budgetiert. Die Besetzung der Hauptrolle mit dem Star Jean-Louis Trintignant und der Vorlage des populären Alberto Moravia war der Film auf ein breiteres Publikum ausgerichtet. Der kommerzielle Erfolg und die unter Beweis gestellten Fähigkeiten, komplex verwobene Erzählungen zu meistern und eine international zusammengesetzte Darstellerriege zu führen, öffneten Bertolucci den Weg zu teureren Produktionen wie den Letzten Tango in Paris und 1900. Thematisch setzte Bertolucci bei seinem vorangegangenen Film Die Strategie der Spinne auf, die um Vergangenheit, Vaterfiguren und Verrat kreist. Stilistisch markiert Der große Irrtum einen Wendepunkt in seinem Schaffen. Zuvor hatte er die Filmsprache zu erneuern versucht, nun schöpfte er alle bildlichen und erzählerischen Mittel in Freiräumen innerhalb des konventionellen Kinos aus, ohne vom Gedanken der Autorenschaft je ganz abzurücken.

### Auszeichnungen
Bei den Internationalen Filmfestspielen Berlin 1970 gewann Bertolucci den Interfilm-Preis und der Film wurde für den Goldenen Bären nominiert. Er erhielt auch eine Oscar-Nominierung für das Drehbuch.